# Leon Wostal
Leon Wostal (ur. 22 lutego 1958 w Bytomiu) – śląski regionalista, działacz społeczny, publicysta, kolekcjoner silesiaków.

## Życiorys
W 1973 rozpoczął naukę w Liceum w Markowicach koło Inowrocławia, którego nie ukończył. W 1977 r. ukończył  ZSZ przy Hucie Zygmunt, zdobywając zawód modelarza odlewniczego. W latach 1978–1979 pracował jako ślusarz remontowy maszyn i urządzeń górniczych na oddziale przeróbki-brykietowni w KWK „Szombierki”.
W latach 1979–1989 był szefem kompanii Jednostki Wojskowej 4117 w Tarnowskich Górach. W latach 1989–1992 przebywał wraz z rodziną za granicą. Po powrocie podjął w 1992 r. pracę wytłaczacza pras ciężkich i średnich w Fabryce Sprzętu Ratunkowego i Lamp Górniczych „Faser” S.A. w Tarnowskich Górach, a wkrótce potem został pracownikiem oddziału wentylacji w KWK „Julian” – po przekształceniu Zakładu Górniczego „Piekary” w Piekarach Śląskich. W 2001 r. zdał egzamin dojrzałości, uzyskując dyplom technika handlu i marketingu w Liceum dla Dorosłych w Tarnowskich Górach. W tymże roku zdobył dyplom technika górnika w Zespole Szkół Technicznych w Bytomiu. W 2014 r. uzyskał kwalifikacje do wykonywania czynności osoby niższego dozoru ruchu w specjalności górniczej w podziemnych zakładach górniczych wydobywających węgiel kamienny. W 2018 r. przeszedł na emeryturę pomostową.
W latach 1992–2009 był członkiem NSZZ „Solidarność” – delegatem oddziałowym jednej kadencji. Należał do Związku Żołnierzy Ludowego Wojska Polskiego, którego w latach 2003–2004 był prezesem koła w Piekarach Śląskich. Od 2008 r. należał do Związku Zawodowego Ratowników Górniczych przy ZG „Piekary”, NZZ „Solidarność Andaluzja” przy KW S.A. oddział ZG Piekary w Piekarach Śląskich (od 2009). Był też członkiem Stowarzyszenia „Nasze Piekary” (2003–2009), Związku Górnośląskiego (2003–2010), Komitetu Obywatelskiego w Piekarach Śląskich (2009–2011). 
W lutym 2023 roku przeszedł na emeryturę górnicza.

## Działalność społeczna
Jest współzałożycielem Górnośląskiego Towarzystwa Genealogicznego Silius Radicum, w latach 2013–2020 pełnił w nim funkcję skarbnika.
Recenzował i konsultował merytorycznie publikacje o tematyce regionalnej. Udostępniał swoje zbiory do publikacji między innymi w książkach Górnictwo i tradycje górnicze w Piekarach Śląskich, Piekary Śląskie i okolice – przewodnik historyczno-krajoznawczy, Brzeziny Śląskie – rys historyczny, Kobieta w dziejach i współczesności Bytomia. Autor Monografii Koła PZN w Piekarach Śląskich 1960–2015. Jest współautorem książki Piekarzanie – Leksykon mieszkańców Piekar Śląskich, za którą otrzymał pisemne podziękowanie od arcybiskupa metropolity katowickiego Damiana Zimonia. W roku 2024 ukazała się druga część leksykonu. Jest również współautorem pozycji Rozwój kultu maryjnego w Piekarach cz. 1 i cz. 2. W roku 2023 wydał wspomnienia pod tytułem Rojber z Rozbarku.
Pisał artykuły do „Głosu Piekarskiego”, „Przeglądu Piekarskiego”, „Głosu Józefa”, pomagał w przygotowaniu publikacji „Dzieci z Szarleja” w Roczniku Mińskomazowieckim” Zeszyt 17 (2009). 
Był organizatorem lub współorganizatorem wielu wystaw, m.in. w Miejskiej Bibliotece Publicznej w Piekarach Śląskich, między innymi: 
- „Ks. kpt. obl. Ignacy Pluszczyk”, (2005, 2008, 2009)[18],
- „Piekarzanie na starej fotografii” cz. I i II[19],
- „Piekarskie rocznice”,
- „Brzozowice-Kamień na fotografii i w filmie. Dawniej i dziś",
- „Rozbarczanie na starej fotografii”[20].

Brał udział w amatorskich regionalnych filmach realizowanych przez Piekarską Amatorską Grupę Filmową. W 2008 roku wystąpił w filmie Filmowe Wertiko – Piekary Śl. w reżyserii Mieczysława Szymalikowskiego.  W 2006 r. występował w audycjach Radia Piekary Piekarscy hobbyści. 
Jest przewodnikiem wycieczek historycznych po Rozbarku organizowanych przez Teatr Rozbark. W roku 2016 w ramach projektu „Rozbark – Nikiszowiec: Na Wspólnym Szlaku” zrekonstruował wraz z Jackiem Boroniem  45 dawnych śląskich zabaw, które przedstawili podczas spotkania w Teatrze Rozbark oraz udostępnił materiały dla publikacji będącej owocem projektu.
Swoje zbiory z dziedziny górnictwa przekazał do Muzeum Górnictwa Węglowego w Zabrzu, natomiast inne do Muzeum Śląskiego w Katowicach oraz muzeów prywatnych.

## Wyróżnienia i odznaczenia
Był odznaczony Brązowym i Srebrnym Medalem „Za Zasługi dla Obronności Kraju”, Brązowym i Srebrnym Medalem „Sił Zbrojnych w Służbie Ojczyzny”, Srebrnym Medalem Opiekuna Miejsc Pamięci Narodowej nadany przez Radę Ochrony Pamięci Walk i Męczeństwa pod przewodnictwem prof. Władysława Bartoszewskiego (2004), Brązową i Srebrną Odznaką „Za Długoletnią Pracę w Górnictwie”, Złotą Odznaką „Za Zasługi dla Śląskiego Oddziału Wojewódzkiego Związku Żołnierzy Ludowego Wojska Polskiego” (2003), Medalem „Zasłużony dla Ratownictwa i Związku Zawodowego” (2011) oraz tytułem „Piekarzanina Roku 2007”. W 2017 otrzymał odznakę honorową Zasłużony dla Węglokoks Kraj.
Zajął II miejsce w konkursie na zagospodarowanie kopca Wyzwolenia „Promienie Śląska”.   
Jest członkiem honorowym koła Polskiego Związku Niewidomych w Piekarach Śląskich, odznaczonym Brązową, Srebrną i Złotą (2021 r.) Odznaką Honorową PZN.
W głosowaniu czytelników Dziennika Zachodniego uzyskał tytuł Osobowości roku.